# Урьевское нефтяное месторождение
Урьевское нефтяное месторождение — нефтяное месторождение в России разрабатываемое компанией Лукойл.

## Описание
Расположено в Ханты-Мансийском автономном округе, в 75 км к северо-западу от г. Сургут. Открыто в 1971 году. Освоение началось в 1978 году. Месторождение характеризуется сложным строением с невыдержанностью толщин и коллекторских свойств. Промышленная нефтеносность связана с верхнеюрскими и нижнемеловыми отложениями. Всего выделено 12 продуктивных пластов. Большинство добывающих скважин имеет высокую степень обводненности. Для повышения эффективности добычи применяются ремонтно-изоляционные работы, направленные на снижение обводненности скважинной продукции.
Запасы нефти составляет 300 млн тонн. Плотность нефти составляет 0,849 г/см3 или 35° API. Содержание серы составляет 0,86 %.
Месторождение относится к Западно-Сибирской провинции.
Оператором месторождение является российская нефтяная компания Лукойл. Добыча нефти на месторождении в 2009 г. — составила 2,618 млн тонн.
Общий фонд составляет 3080 скважин, из которых 1856 — добывающие, 1212 — нагнетательные, 12 — водозаборные. Фонд для бурения включает 414 скважин различных типов. По результатам пересчета 2011 года начальные геологические запасы нефти промышленных категорий (ВС1) составляют 389625 тыс. т, извлекаемые — 143834 тыс. т, КИН — 0,369. Извлекаемые запасы растворенного газа по категории ВС1 составили 7516 млн м³.

## Интересные факты
- Один из участников открытия Урьевского месторождения, Джеван Челоянц, награждён медалью «За освоение недр и развитие нефтегазового комплекса Западной Сибири» и является почётным гражданином города Лангепаса.
- На Урьевском нефтяном месторождении начал свой трудовой путь Юрий Шафраник. Вначале начальником центральной инженерно-технологической службы, затем главным инженером, начальником НГДУ, а с образованием производственного объединения «Лангепаснефтегаз» — его генеральным директором (эту должность занимал с 1987 по 1990 год)[2].
- На Урьевском месторождении компании «Лукойл-Западная Сибирь» испытывала новый способ добычи нефти — химический[3].